# Соловьёв, Лука Лукич
Лука Лукич Соловьёв — советский инженер-металловед, начальник технического отдела завода «Запорожсталь» в 1940—1971 внёсший большой вклад в разработку основ технологии производства листового проката для глубокой вытяжки. Лауреат Сталинской премии третьей степени (1943).

## Биография
Выпускник Донского политехнического института (Новочеркасск).
В 1933—1935 годах начальник центральной лаборатории комбината по строительству завода «Запорожсталь». Через Амторг советской стороной был заключён договор о технической помощи с американской стороны при проектировании и сооружении листопрокатного комплекса, а также на поставку фирмой около 20 процентов прокатного оборудования. После заключения договора Л. Соловьёв был командирован в США в составе группы инженеров и рабочих-прокатчиков.
В 1935—1937 годах — начальник производственного бюро листопрокатного цеха. С 1937 — начальник лабораторного цеха комбината. Принимал участие в эвакуации завода. Во время войны — начальник технического отдела завода № 702 (Новосибирский металлургический завод). В 1940—1971 — начальник технического отдела завода «Запорожсталь». Инженеры ЦЗЛ во главе с Л. Соловьёвым разрабатывали технологию выплавки и дальнейшего передела таких сталей как котельная, топочная, судовая, для паровозных рам, для автолиста и ряд других.
В 1958 году Соловьёв вошёл в совет университета коммунистического труда, основанного на предприятии.

## Награды и премии
- Знак «Отличник социалистического соревнования чёрной металлургии» (апрель 1940, в составе большой группы работников завода) за успешное освоение прокатного производства[8]
- Сталинская премия третьей степени (1943) — за разработку нового технологического процесса в производстве боеприпасов, дающего большую экономию цветных металлов[9]. Денежные средства премии Соловьёв передал в пользу детей-сирот Новосибирска[10].
- орден Трудового Красного Знамени (1947)[11]
- орден Октябрьской революции (1971)[12]

Лука Соловьёв является прототипом главного героя книги «Тимофей — открытое сердце» Александра Бека.